# Cylindrotettix uniformis
Cylindrotettix uniformis är en insektsart som först beskrevs av Bruner, L. 1911.  Cylindrotettix uniformis ingår i släktet Cylindrotettix och familjen gräshoppor. Inga underarter finns listade i Catalogue of Life.